# Dojran
Dojran är en stad i kommunen Dojran i sydöstra Nordmakedonien, belägen vid Dojransjön, inte långt ifrån staden Gevgelija vid grekiska gränsen.